# کدرم
کدرم، روستایی در دهستان شارک بخش تلنگ شهرستان قصرقند در استان سیستان و بلوچستان ایران است.

## جمعیت
بر پایه سرشماری عمومی نفوس و مسکن در سال ۱۳۹۵، جمعیت این روستا برابر با ۱۴۳ نفر (۳۶ خانوار) بوده‌است.